# Edim Demir
Edim Demir (* 25. August 1985 in Silifke) ist ein türkischer Fußballspieler, der für İskenderun Demir Çelikspor spielt.

## Karriere
Demir begann mit dem Vereinsfußball in der Jugend seines Heimatvereins Silifke Belediyespor. Von hier aus wechselte er 2003 in die Jugend von Antalya Okurcularspor.
2004 wechselte er mit einem Profivertrag ausgestattet zum Drittligisten Uşakspor. Mit diesem Verein wurde er in der Drittligasaison 2004/05 Meister und stieg in die zweithöchste türkische Spielklasse, der TFF 1. Lig, auf. Nach dem Aufstieg in die 2. Ligs, spielte er noch etwa eineinhalb Spielzeiten für Uşakspor und wechselte anschließend innerhalb der Liga zu Gençlerbirliği OFTAŞ, der Zweitmannschaft des Erstligisten Gençlerbirliği Ankara. Bei Gençlerbirliği OFTAŞ fristete er eher ein Reservistendasein und absolvierte bis zum Saisonende nur vier Ligaspiele. Sein Team beendete die Zweitligasaison 2006/07 als Meister und stieg das erste Mal in der Vereinsgeschichte in die Süper Lig auf.
Nach dem Aufstieg mit Gençlerbirliği OFTAŞ in die Süper Lig, verließ Demir um Sommer 2007 diesen Verein und wechselte zum Drittligisten İskenderun Demir Çelikspor. Für İskenderun DÇ spielte er eine Saison durchgängig und heuerte anschließend beim Zweitligisten Boluspor an. Bei diesem Klub avancierte er sich auf Anhieb als Goalgetter und wurde mit 14 Toren der erfolgreichste Torjäger seiner Mannschaft. Seine Mannschaft beendete die Saison als Tabellendritter und verpasste so den direkten Aufstieg in die Süper Lig. Stattdessen qualifizierte sich die Mannschaft für die Playoffs der TFF 1. Lig. In diese schied Boluspor im Viertelfinale gegen Karşıyaka SK aus. Demir gehörte bis in den Sommer 2012 zum Kader von Boluspor, blieb aber verletzungsbedingt nahezu ohne Spieleinsätz.
Im Sommer 2012 wechselte er zu seinem alten Klub İskenderun Demir Çelikspor. Auch bei diesem Verein blieb er die erste Saison ohne Spieleinsatz.

## Erfolge
Mit Uşakspor
- Meister der TFF 2. Lig und Aufstieg in die TFF 1. Lig: 2004/05

Mit Gençlerbirliği OFTAŞ
- Meister der TFF 1. Lig und Aufstieg in die Süper Lig: 2006/07